# Shericka Jackson
Shericka Jackson (født 16. juli 1994 ) er en atlet, der konkurrerer i sprintløb.
Hun vandt sølv under sommer-OL 2016.
Shericka Jackson vandt guld for Jamaica i 4×100 meter stafet under sommer-OL 2020 i Tokyo. Hun konkurrerede også på de 200 meter, hvor hun blev slået ud i de indledende heat.